# Estación de Cantón Sur
La estación de ferrocarril de Guangzhounan (Cantón Sur) (en chino simplificado, 广州南站), también conocida como la nueva estación de Guangzhou (新广州站) o estación de Shibi (石壁站), es una estación de ferrocarril ubicada en el distrito de Panyu, Guangzhou, provincia de Guangdong, China. Es una gran terminal ferroviaria moderna a 17 kilómetros al sur del centro de Guangzhou. Durante un breve tiempo fue la estación de ferrocarril más grande de Asia (por área) cuando comenzó a funcionar oficialmente a principios de 2010.
La estación, diseñada por TFP Farrells, sigue siendo la más grande de Guangzhou. Es uno de los cuatro centros de transporte ferroviario de pasajeros más grandes de China. Es una estación de intercambio y una terminal entre la línea de alta velocidad Guangzhou-Shenzhen-Hong Kong, el ferrocarril Guangzhou-Maoming, el ferrocarril interurbano Guangzhou-Zhuhai y el HSR Beijing-Guangzhou. Esta estación está destinada a reemplazar la actual estación central de Guangzhou por ser la estación dominante en Guangzhou. Junto con la estación principal de Guangzhou, las estaciones de ferrocarril Guangzhou Este y Guangzhou Norte, el Ministerio de Ferrocarriles de China formará conjuntamente uno de los seis Centros Nacionales de Transporte de Pasajeros de Ferrocarriles. El volumen de entrega de pasajeros previsto para 2020 será de 80,14 millones de pasajeros.
La estación de ferrocarril de Guangzhou Sur también es un centro de transporte integral; los pasajeros pueden intercambiar entre trenes de larga distancia de alta velocidad, Metro, autobuses de larga distancia y locales, taxis, etc. Las líneas de metro de la línea 2 y la línea 7 del metro de Guangzhou se encuentran en o cerca de la parte inferior de la estación del complejo. La formación de un centro de transferencia centralizado verá conexiones con las futuras líneas 18 y 20 del metro de Guangzhou, así como con la línea 2 de FMetro.